# Све смо рекли
Све смо рекли (енгл. Enough Said) амерички је филм из 2013. редитељке и сценаристкиње Никол Холофсенер са Џулијом Луј-Драјфус и Џејмсом Гандолфинијем у главним улогама.

## Улоге
| Глумац                 | Улога   |
| ---------------------- | ------- |
| Џулија Луј-Драјфус     | Ева     |
| Џејмс Гандолфини       | Алберт  |
| Тони Колет             | Сара    |
| Кетрин Кинер           | Маријен |
| Бен Фалконе            | Вил     |
| Тоби Хас               | Питер   |
| Анџела Џонсон          | Кети    |
| Михаела Воткинс        | Хилари  |
| Ив Хјусон              | Тес     |
| Ејми Ландекер          | Деби    |
| Кристофер Николас Смит | Хал     |
| Трејси Фервеј          | Елен    |
| Филип Брок             | Џејсон  |
| Тави Гевинсон          | Клои    |